# Thelypteris ophiorhizoma
Thelypteris ophiorhizoma är en kärrbräkenväxtart som beskrevs av Alan Reid Smith och Lellinger. Thelypteris ophiorhizoma ingår i släktet Thelypteris och familjen Thelypteridaceae. Inga underarter finns listade.